# Piotr Słonimski
Piotr Slonimski (Varsóvia, 9 de novembro de 1922 — Paris, 25 de abril de 2009) foi um biólogo molecular e geneticista francês.